# Космічні жахи
Космічні жахи (англ. Space horror) — жанр суміші жахів та наукової фантастики у літературі, кіно та відеоіграх, події в якому, головним чином, дієво розгортаються у космосі або на екзопланетах. Головним антагоністом завжди або майже завжди є інопланетна істота або субстанція.

## Історія

### У кінематографі

Приквел екранізації Кемпбелла

Постер Крізь обрій

1951 року Крістіаном Нібом, за мотивом твору Д. Кемпбелла, було знято фільм «Щось з іншого світу», дія якого відбувається на полярній станції. Саме ця стрічка стала предтечею «Щось» Карпентера.
Епохою розквіту космічної тематики у кіно вважаються 80-ті роки. Саме в цей період першопрохідцями кіноіндустрії було зроблено відкриття: жах може з'явитися до нас не лише з темного лісу, покинутого замку або з кладовища, а й з пустелі Всесвіту. Незвідане завжди хвилювало уми людства, і з появою нового, космічного плацдарму режисери приступили до створення захоплюючих жахастиків.
1979 року Ден О'Бенон створив сценарій фільму про моторошного інопланетного монстра: живучого і завжди голодного, якого назвали до париого походження, що повністю виключає схожість із земним життям — «Чужий» якого модельно втілив Ганс Гігер. Реалізувати задум, опісля багатьох відмов, випало маловідомому на той час Рідлі Скотту. Опісля комерційного успіху стрічки багато хто зрозумів, що привнесення жаху в фантастику може виявитися прибутковим: глядачеві припали до смаку зіткнення астронавтів з інопланетяними формами життя.
У 90-х роках кінофантасти активно співпрацювала з жанром бойовику, де хорор було відсунуто на другий план, як-то у «Хижаку». Але і в той час на екранах з'являлись фільми, що атмосферно не поступалися відомим попередникам 80-х, як-то «Крикуни» знятий за мотивами оповідання Філіпа Діка «Друга модель». Одним з найбільш знакових також був «Крізь обрій» Пола Андерсона.
У 2000-му стрічкою «Цілковита пітьма» почалася сага про легендарного Фурманця Ріддіка. До кінця 2000-х у фантастичній кіноіндустрії спостерігався ренесанс. Вийшло багато чудових фільмів про космос: «Пекло» (2007), «Місяць 2112» (2009), «Пандорум» (2008) тощо.

### У відеоіграх
У жанрі космічного жаху режисерам вдалося показати, що загроза знищення, поневолення або перетворення в щось жахливе буде переслідувати людство завжди. Технічний прогрес і космічна експансія не можуть цьому перешкодити, а часом, навіть сприяють. Космос — не просто зірки і туманності, красиво мерехтливі в темряві, але і величезний простір, що таїть в собі такі речі, які не може уявити жодна людина.